# Don’t Worry (singel Modern Talking)
„Don’t Worry” – singel niemieckiego zespołu Modern Talking, wydany w 1987 roku wyłącznie w Hiszpanii, promując piąty album duetu pt. Romantic Warriors i docierając do 25. miejsca hiszpańskiej listy przebojów.

## Lista utworów

### Wydanie na 7"[1]
A. „Don’t Worry” – 3:34
B. „Blinded By Your Love” – 4:00

### Wydanie na 12"[2]
A. „Don’t Worry” – 3:34
B1. „Romantic Warriors” – 3:58
B2. „Blinded By Your Love” – 4:00

## Listy przebojów (1987)
| Państwo           | Najwyższa pozycja |
| ----------------- | ----------------- |
| Hiszpania (AFYVE) | 25                |

## Autorzy
- Muzyka: Dieter Bohlen
- Autor tekstów: Dieter Bohlen
- Wokalista: Thomas Anders
- Producent: Dieter Bohlen
- Aranżacja: Dieter Bohlen
- Współproducent: Luis Rodríguez